# 布蒂夫齊 (舊康斯坦丁尼夫市鎮)
49°51′7″N 27°5′52″E / 49.85194°N 27.09778°E
布蒂夫齊（烏克蘭語：Бутівці）是位於烏克蘭西部的村莊，由赫梅利尼茨基州裡赫梅利尼茨基區的舊康斯坦丁尼夫市鎮負責管轄。該村始建於1525年，面積1.66平方公里，海拔高度283米，2001年人口421，人口密度每平方公里253.2人。